# Medalhistas olímpicos do remo (feminino)
O remo é um esporte disputado em Jogos Olímpicos desde Paris 1900, mas a primeira partição feminina só ocorreu em Montreal 1976. Estas são as medalhistas olímpicas do esporte:

## Programa atual

### Skiff simples
| Evento                      | Ouro                                       | Prata                                | Bronze                                    |
| --------------------------- | ------------------------------------------ | ------------------------------------ | ----------------------------------------- |
| Montreal 1976 (detalhes)    | Christine Scheiblich GDR Alemanha Oriental | Joan Lind USA Estados Unidos         | Yelena Antonova URS União Soviética       |
| Moscou 1980 (detalhes)      | Sanda Toma ROU Romênia                     | Antonina Makhina URS União Soviética | Martina Schröter GDR Alemanha Oriental    |
| Los Angeles 1984 (detalhes) | Valeria Racila ROU Romênia                 | Charlotte Geer USA Estados Unidos    | Ann Haesebrouck BEL Bélgica               |
| Seul 1988 (detalhes)        | Jutta Behrendt GDR Alemanha Oriental       | Anne Marden USA Estados Unidos       | Magdalena Georgieva BUL Bulgária          |
| Barcelona 1992 (detalhes)   | Elisabeta Lipă ROU Romênia                 | Annelies Bredael BEL Bélgica         | Silken Laumann CAN Canadá                 |
| Atlanta 1996 (detalhes)     | Ekaterina Karsten BLR Bielorrússia         | Silken Laumann CAN Canadá            | Trine Hansen DEN Dinamarca                |
| Sydney 2000 (detalhes)      | Ekaterina Karsten BLR Bielorrússia         | Rumyana Neykova BUL Bulgária         | Katrin Rutschow-Stomporowski GER Alemanha |
| Atenas 2004 (detalhes)      | Katrin Rutschow-Stomporowski GER Alemanha  | Ekaterina Karsten BLR Bielorrússia   | Rumyana Neykova BUL Bulgária              |
| Pequim 2008 (detalhes)      | Rumyana Neykova BUL Bulgária               | Michelle Guerette USA Estados Unidos | Ekaterina Karsten BLR Bielorrússia        |
| Londres 2012 (detalhes)     | Miroslava Knapková CZE República Checa     | Fie Udby Erichsen DEN Dinamarca      | Kim Crow AUS Austrália                    |
| Rio 2016 (detalhes)         | Kim Brennan AUS Austrália                  | Gevvie Stone USA Estados Unidos      | Duan Jingli CHN China                     |
| Tóquio 2020 (detalhes)      | Emma Twigg NZL Nova Zelândia               | Hanna Prakatsen ROC                  | Magdalena Lobnig AUT Áustria              |
| Paris 2024 (detalhes)       | Karolien Florijn NED Países Baixos         | Emma Twigg NZL Nova Zelândia         | Viktorija Senkutė LTU Lituânia            |

### Skiff duplo
| Evento                      | Ouro                                                              | Prata                                                 | Bronze                                                       |
| --------------------------- | ----------------------------------------------------------------- | ----------------------------------------------------- | ------------------------------------------------------------ |
| Montreal 1976 (detalhes)    | BUL Bulgária Svetlana Otsetova Zdravka Yordanova                  | GDR Alemanha Oriental Sabine Jahn Petra Boesler       | URS União Soviética Leonora Kaminskaitė Genovaitė Ramoškienė |
| Moscou 1980 (detalhes)      | URS União Soviética Yelena Khloptseva Larisa Popova               | GDR Alemanha Oriental Cornelia Linse Heidi Westphal   | ROU Romênia Olga Homeghi Valeria Răcilă                      |
| Los Angeles 1984 (detalhes) | ROU Romênia Mariora Popescu Elisabeta Oleniuc                     | NED Países Baixos Greet Hellemans Nicolette Hellemans | CAN Canadá Daniele Laumann Silken Laumann                    |
| Seul 1988 (detalhes)        | GDR Alemanha Oriental Birgit Peter Martina Schröter               | ROU Romênia Elisabeta Lipă Veronica Cogeanu           | BUL Bulgária Stefka Madina Violeta Ninova                    |
| Barcelona 1992 (detalhes)   | GER Alemanha Kerstin Koppen Kathrin Boron                         | ROU Romênia Veronica Cochelea Elisabeta Lipă          | CHN China Gu Xiaoli Lu Huali                                 |
| Atlanta 1996 (detalhes)     | CAN Canadá Kathleen Heddle Marnie McBean                          | CHN China Zhang Xiuyun Cao Mianying                   | NED Países Baixos Irene Eijs Eeke van Nes                    |
| Sydney 2000 (detalhes)      | GER Alemanha Jana Thieme Kathrin Boron                            | NED Países Baixos Pieta van Dishoeck Eeke van Nes     | LTU Lituânia Birutė Šakickienė Kristina Poplavskaja          |
| Atenas 2004 (detalhes)      | NZL Nova Zelândia Georgina Evers-Swindell Caroline Evers-Swindell | GER Alemanha Peggy Waleska Britta Oppelt              | GBR Grã-Bretanha Sarah Winckless Elise Laverick              |
| Pequim 2008 (detalhes)      | NZL Nova Zelândia Georgina Evers-Swindell Caroline Evers-Swindell | GER Alemanha Annekatrin Thiele Christiane Huth        | GBR Grã-Bretanha Elise Laverick Anna Bebington               |
| Londres 2012 (detalhes)     | GBR Grã-Bretanha Anna Watkins Katherine Grainger                  | AUS Austrália Kim Crow Brooke Pratley                 | POL Polônia Magdalena Fularczyk Julia Michalska              |
| Rio 2016 (detalhes)         | POL Polônia Magdalena Fularczyk Natalia Madaj                     | GBR Grã-Bretanha Victoria Thornley Katherine Grainger | LTU Lituânia Donata Vištartaitė Milda Valčiukaitė            |
| Tóquio 2020 (detalhes)      | ROU Romênia Ancuța Bodnar Simona Radiș                            | NZL Nova Zelândia Brooke Donoghue Hannah Osborne      | NED Países Baixos Roos de Jong Lisa Scheenaard               |
| Paris 2024 (detalhes)       | NZL Nova Zelândia Brooke Francis Lucy Spoors                      | ROU Romênia Ancuța Bodnar Simona Radiș                | GBR Grã-Bretanha Mathilda Hodgkins-Byrne Rebecca Wilde       |

### Skiff quádruplo
| Evento                      | Ouro                                                                                      | Prata | Bronze                                                                                                 |
| --------------------------- | ----------------------------------------------------------------------------------------- | --- | --- |
| Montreal 1976 (detalhes)    | GDR Alemanha Oriental Anke Borchman Jutta Lau Viola Poley Roswietha Zobelt Liane Weigelt  | URS União Soviética Anna Kondrachina Mira Bryunina Larisa Alexandrova Galina Ermolaeva Nadezhda Chernyshova   | ROU Romênia Ioana Tudoran Maria Micșa Felicia Afrăsiloaie Elisabeta Lazăr Elena Giurcă                 |
| Moscou 1980 (detalhes)      | GDR Alemanha Oriental Subille Reinhardt Jutta Ploch Jutta Lau Roswietha Zobelt Liane Buhr | URS União Soviética Antonina Pustovit Yelena Matievskaya Olga Vasilchenko Nadezhda Lyubimova Nina Cheremisina | BUL Bulgária Mariana Serbezova Roumeliana Bontcheva Doloress Nakova Anka Bakova Anka Gheorghieva       |
| Los Angeles 1984 (detalhes) | ROU Romênia Maricica Țăran Anișoara Sorohan Ioana Badea Sofia Corban Ecaterina Oancia     | USA Estados Unidos Anne Marden Lisa Rohde Joan Lind Virginia Gilder Kelly Rickon                              | DEN Dinamarca Hanne Eriksen Birgitte Hanel Charlote Koefoed Bodil Steen Rasmussen Jette Hejli Sørensen |
| Seul 1988 (detalhes)        | GDR Alemanha Oriental Kerstin Foerster Kristina Mundt Beate Schramm Jana Sorgers          | URS União Soviética Irina Kalimbet Svetlana Maziy Inna Frolova Antonina Makhina                               | ROU Romênia Anișoara Bălan Anișoara Minea Veronica Cogeanu Elisabeta Lipă                              |
| Barcelona 1992 (detalhes)   | GER Alemanha Sybille Schmidt Birgit Peter Kerstin Muller Kristina Mundt                   | ROU Romênia Anișoara Dobre Doina Ignat Constanța Burcică Veronica Cochelea                                    | EUN Equipa Unificada Antonina Zelikovitch Tatiana Ustyuzhanina Ekaterina Karsten Yelena Khloptseva     |
| Atlanta 1996 (detalhes)     | GER Alemanha Katrin Rutschow-Stomporowski Jana Sorgers Kerstin Koppen Kathrin Boron       | UKR Ucrânia Svetlana Maziy Dina Myftakhutdinova Inna Frolova Olena Ronzhyna                                   | CAN Canadá Laryssa Biesenthal Diane O'Grady Kathleen Heddle Marnie McBean                              |
| Sydney 2000 (detalhes)      | GER Alemanha Manja Kowalski Meike Evers Manuela Lutze Kerstin Kowalski                    | GBR Grã-Bretanha Guin Batten Gillian Lindsay Katherine Grainger Miriam Batten                                 | RUS Rússia Oksana Dorodnova Irina Fedotova Yuliya Levina Larisa Merk                                   |
| Atenas 2004 (detalhes)      | GER Alemanha Kathrin Boron Meike Evers Manuela Lutze Kerstin El Qalqili                   | GBR Grã-Bretanha Alison Mowbray Debbie Flood Frances Houghton Rebecca Romero                                  | AUS Austrália Dana Faletic Rebecca Sattin Amber Bradley Kerry Hore                                     |
| Pequim 2008 (detalhes)      | CHN China Tang Bin Xi Aihua Jin Ziwei Zhang Yangyang                                      | GBR Grã-Bretanha Annie Vernon Debbie Flood Frances Houghton Katherine Grainger                                | GER Alemanha Britta Oppelt Manuela Lutze Kathrin Boron Stephanie Schiller                              |
| Londres 2012 (detalhes)     | UKR Ucrânia Kateryna Tarasenko Nataliya Dovgodko Anastasiia Kozhenkova Yana Dementieva    | GER Alemanha Annekatrin Thiele Carina Bär Julia Richter Britta Oppelt                                         | USA Estados Unidos Natalie Dell Kara Kohler Megan Kalmoe Adrienne Martelli                             |
| Rio 2016 (detalhes)         | GER Alemanha Annekatrin Thiele Carina Bär Julia Lier Lisa Schmidla                        | NED Países Baixos Chantal Achterberg Nicole Beukers Inge Janssen Carline Bouw                                 | POL Polônia Maria Springwald Joanna Leszczyńska Agnieszka Kobus Monika Ciaciuch                        |
| Tóquio 2020 (detalhes)      | CHN China Chen Yunxia Zhang Ling Lü Yang Cui Xiaotong                                     | POL Polônia Agnieszka Kobus Marta Wieliczko Maria Sajdak Katarzyna Zillmann                                   | AUS Austrália Ria Thompson Rowena Meredith Harriet Hudson Caitlin Cronin                               |
| Paris 2024 (detalhes)       | GBR Grã-Bretanha Lauren Henry Hannah Scott Lola Anderson Georgina Brayshaw                | NED Países Baixos Laila Youssifou Bente Paulis Roos de Jong Tessa Dullemans                                   | GER Alemanha Maren Völz Tabea Schendekehl Leonie Menzel Pia Greiten                                    |

### Dois sem
| Evento                      | Ouro                                                | Prata                                                | Bronze                                             |
| --------------------------- | --------------------------------------------------- | ---------------------------------------------------- | -------------------------------------------------- |
| Montreal 1976 (detalhes)    | BUL Bulgária Siyka Kelbecheva Stoyanka Gruycheva    | GDR Alemanha Oriental Angelika Noack Sabine Dähne    | FRG Alemanha Ocidental Edith Eckbauer Thea Einöder |
| Moscou 1980 (detalhes)      | GDR Alemanha Oriental Ute Steindorf Cornelia Klier  | POL Polônia Małgorzata Dłużewska Czesława Kościańska | BUL Bulgária Siika Barboulova Stoyanka Kurbatova   |
| Los Angeles 1984 (detalhes) | ROU Romênia Rodica Arba Elena Horvat                | CAN Canadá Elizabeth Craig Tricia Smith              | FRG Alemanha Ocidental Ellen Becker Iris Völkner   |
| Seul 1988 (detalhes)        | ROU Romênia Rodica Arba Olga Homeghi                | BUL Bulgária Radka Stoyanova Lalka Berberova         | NZL Nova Zelândia Nicola Payne Lynley Hannen       |
| Barcelona 1992 (detalhes)   | CAN Canadá Kathleen Heddle Marnie McBean            | GER Alemanha Ingeburg Schwerzmann Stefani Werremeier | USA Estados Unidos Stephanie Pierson Anna Seaton   |
| Atlanta 1996 (detalhes)     | AUS Austrália Megan Still Kate Slatter              | USA Estados Unidos Karen Kraft Melissa Ryan          | FRA França Christine Gosse Helene Cortin           |
| Sydney 2000 (detalhes)      | ROU Romênia Georgeta Damian Doina Ignat             | AUS Austrália Kate Slatter Rachael Taylor            | USA Estados Unidos Karen Kraft Melissa Ryan        |
| Atenas 2004 (detalhes)      | ROU Romênia Georgeta Damian Viorica Susanu          | GBR Grã-Bretanha Katherine Grainger Cath Bishop      | BLR Bielorrússia Yuliya Bichyk Natallia Helakh     |
| Pequim 2008 (detalhes)      | ROU Romênia Georgeta Damian Viorica Susanu          | CHN China Wu You Gao Yulan                           | BLR Bielorrússia Yuliya Bichyk Natallia Helakh     |
| Londres 2012 (detalhes)     | GBR Grã-Bretanha Helen Glover Heather Stanning      | AUS Austrália Kate Hornsey Sarah Tait                | NZL Nova Zelândia Juliette Haigh Rebecca Scown     |
| Rio 2016 (detalhes)         | GBR Grã-Bretanha Helen Glover Heather Stanning      | NZL Nova Zelândia Genevieve Behrent Rebecca Scown    | DEN Dinamarca Hedvig Rasmussen Anne Dsane Andersen |
| Tóquio 2020 (detalhes)      | NZL Nova Zelândia Grace Prendergast Kerri Gowler    | ROC Vasilisa Stepanova Elena Oriabinskaia            | CAN Canadá Caileigh Filmer Hillary Janssens        |
| Paris 2024 (detalhes)       | NED Países Baixos Ymkje Clevering Veronique Meester | ROU Romênia Ioana Vrînceanu Roxana Anghel            | AUS Austrália Jessica Morrison Annabelle McIntyre  |

### Quatro sem
| Evento                    | Ouro                                                                                  | Prata                                                                                | Bronze                                                                    |
| ------------------------- | ------------------------------------------------------------------------------------- | ------------------------------------------------------------------------------------ | ------------------------------------------------------------------------- |
| Barcelona 1992 (detalhes) | CAN Canadá Jennifer Barnes Jessica Monroe Brenda Taylor Kay Worthington               | USA Estados Unidos Shelagh Donohoe Cynthia Eckert Carol Feeney Amy Fuller            | GER Alemanha Antje Frank Annette Hohn Gabriele Mehl Brite Siech           |
| Tóquio 2020 (detalhes)    | AUS Austrália Lucy Stephan Rosemary Popa Jessica Morrison Annabelle McIntyre          | NED Países Baixos Ellen Hogerwerf Karolien Florijn Ymkje Clevering Veronique Meester | IRL Irlanda Aifric Keogh Eimear Lambe Fiona Murtagh Emily Hegarty         |
| Paris 2024 (detalhes)     | NED Países Baixos Marloes Oldenburg Hermijntje Drenth Tinka Offereins Benthe Boonstra | GBR Grã-Bretanha Helen Glover Esme Booth Samantha Redgrave Rebecca Shorten           | NZL Nova Zelândia Jackie Gowler Phoebe Spoors Davina Waddy Kerri Williams |

### Oito com
| Evento                      | Ouro | Prata | Bronze |
| --------------------------- | --- | --- | --- |
| Montreal 1976 (detalhes)    | GDR Alemanha Oriental Brigitte Ahrenholz Henrietta Ebert Viola Goretzki Monika Kallies Christiane Knetsch Helma Lehmann Irina Müller Ilona Richter Marina Wilke | URS União Soviética Olga Guzenko Olga Kolkova Klavdiya Kozenkova Olga Pugovskaya Nadezhda Roshchina Nadezhda Rozgon Lyubov Talalaeva Nelli Tarakanova Elena Zubko        | USA Estados Unidos Carol Brown Anita Defrantz Carolyn Graves Marion Greig Margaret McCarthy Gail Ricketson Lynn Silliman Anne Warner Jacqueline Zoch                               |
| Moscou 1980 (detalhes)      | GDR Alemanha Oriental Martina Boesler Christiane Knetsch Gabriele Lohs Karin Metze Kersten Neisser Ilona Richter Marita Sandig Birgit Schütz Marina Wilke       | URS União Soviética Nina Frolova Maria Paziun Olga Pivovarova Nina Preobrazhenskaia Nadezhda Prishchepa Tatiana Stetsenko Elena Tereshina Nina Umanets Valentina Zhulina | ROU Romênia Angelica Aposteanu Elena Bondar Florica Bucur Maria Constantinescu Elena Dobrițoiu Rodica Frîntu Ana Iliuță Rodica Puşcatu-Arba Marlena Zagoni                         |
| Los Angeles 1984 (detalhes) | USA Estados Unidos Betsy Beard Caroll Bower Jeanne Flanagan Carie Graves Kathryn Keeler Harriet Metcalf Kristine Norelius Shyril O'Steen Kristen Thorssness     | ROU Romênia Mihaela Armășescu Doina Bălan Adriana Bazon Camelia Diaconescu Viorica Ioja Aneta Mihaly Aurora Pleșca Lucia Sauca Marioara Trașcă                           | NED Países Baixos Lynda Cornet Marieke van Drogenbroek Harriet van Ettekoven Greet Hellemans Nicolette Hellemans Martha Laurijsen Catharina Neelissen Anne Quist Wiljon Vaandrager |
| Seul 1988 (detalhes)        | GDR Alemanha Oriental Ramona Balthasar Kathrin Haacker Anja Kluge Daniela Neunast Beatrix Schrör Uta Stange Annegret Strauch Ute Wild Judith Zeidler            | ROU Romênia Herta Anitaș Mihaela Armășescu Doina Bălan Adriana Bazon Olga Homeghi Veronica Necula Ecaterina Oancia Rodica Puşcatu Marioara Trașcă                        | CHN China Han Yaqin He Yanwen Hu Yadong Li Ronghua Yang Xiao Zhang Xianghua Zhang Yali Zhou Shouying Zhou Xiuhua                                                                   |
| Barcelona 1992 (detalhes)   | CAN Canadá Jennifer Barnes Shannon Crawford Megan Delehanty Kathleen Heddle Marnie McBean Jessica Monroe Brenda Taylor Lesley Thompson Kay Worthington          | ROU Romênia Adriana Bazon Iulia Bulie Elena Georgescu Victoria Lepădatu Viorica Neculai Ioana Olteanu Maria Păduraru Doina Robu Doina Șnep                               | GER Alemanha Sylvia Dördelmann Kathrin Haacker Christiane Harzendorf Daniela Neunast Cerstin Petersmann Dana Pyritz Ute Schell Annegret Strauch Judith Zeidler                     |
| Atlanta 1996 (detalhes)     | ROU Romênia Veronica Cochela Liliana Gafencu Elena Georgescu Doina Ignat Elisabeta Lipă Ioana Olteanu Marioara Popescu Doina Spîrcu Anca Tănase                 | CAN Canadá Alison Korn Theresa Luke Maria Maunder Heather McDermid Jessica Monroe Emma Robinson Lesley Thompson Tosha Tsang Anna van der Kamp                            | BLR Bielorrússia Tamara Davydenko Natalya Lavrinenko Yelena Mikulich Aleksandra Pankina Yaroslava Pavlovich Valentina Skrabatun Natalia Stasyuk Natalya Volchek Marina Znak        |
| Sydney 2000 (detalhes)      | ROU Romênia Veronica Cochela Georgeta Damian Maria Magdalena Dumitrache Liliana Gafencu Elena Georgescu Doina Ignat Elisabeta Lipă Ioana Olteanu Viorica Susanu | NED Países Baixos Tessa Appeldoorn Carin Beek Ter Pieta van Dishoeck Elien Meijer Eeke van Nes Nelleke Penninx Martijntje Quik Anneke Venema Marieke Westerhof           | CAN Canadá Buffy Alexander Laryssa Biesenthal Heather Davis Alison Korn Theresa Luke Heather McDermid Emma Robinson Lesley Thompson Dorota Urbaniak                                |
| Atenas 2004 (detalhes)      | ROU Romênia Aurica Bărăscu Georgeta Damian Rodica Florea Liliana Gafencu Elena Georgescu Doina Ignat Elisabeta Lipă Ioana Papuc Viorica Susanu                  | USA Estados Unidos Alison Cox Caryn Davies Megan Dirkmaat Kate Johnson Laurel Korholz Samantha Magee Anna Mickelson Lianne Nelson Mary Whipple                           | NED Países Baixos Annemiek de Haan Hurnet Dekkers Nienke Hommes Annemarieke van Rumpt Sarah Siegelaar Marlies Smulders Helen Tanger Froukje Wegman Ester Workel                    |
| Pequim 2008 (detalhes)      | USA Estados Unidos Erin Cafaro Lindsay Shoop Anna Goodale Elle Logan Anna Cummins Susan Francia Caroline Lind Caryn Davies Mary Whipple                         | NED Países Baixos Femke Dekker Marlies Smulders Nienke Kingma Roline Repelaer van Driel Annemarieke van Rumpt Helen Tanger Sarah Siegelaar Annemiek de Haan Ester Workel | ROU Romênia Constanţa Burcică Viorica Susanu Rodica Șerban Enikő Barabás Simona Mușat Ioana Papuc Georgeta Andrunache Doina Ignat Elena Georgescu                                  |
| Londres 2012 (detalhes)     | USA Estados Unidos Erin Cafaro Susan Francia Esther Lofgren Taylor Ritzel Meghan Musnicki Elle Logan Caroline Lind Caryn Davies Mary Whipple                    | CAN Canadá Janine Hanson Rachelle Viinberg Krista Guloien Lauren Wilkinson Natalie Mastracci Ashley Brzozowicz Darcy Marquardt Andréanne Morin Lesley Thompson-Willie    | NED Países Baixos Jacobine Veenhoven Nienke Kingma Chantal Achterberg Sytske de Groot Roline Repelaer van Driel Claudia Belderbos Carline Bouw Annemiek de Haan Anne Schellekens   |
| Rio 2016 (detalhes)         | USA Estados Unidos Emily Regan Kerry Simmonds Amanda Polk Lauren Schmetterling Tessa Gobbo Meghan Musnicki Elle Logan Amanda Elmore Katelin Snyder              | GBR Grã-Bretanha Katie Greves Melanie Wilson Frances Houghton Polly Swann Jessica Eddie Olivia Carnegie-Brown Karen Bennett Zoe Lee Zoe de Toledo                        | ROU Romênia Roxana Cogianu Ioana Craciun Mihaela Petrilă Iuliana Popa Mădălina Bereș Laura Oprea Adelina Boguș Andreea Boghian Daniela Druncea                                     |
| Tóquio 2020 (detalhes)      | CAN Canadá Lisa Roman Kasia Gruchalla-Wesierski Christine Roper Andrea Proske Susanne Grainger Madison Mailey Sydney Payne Avalon Wasteneys Kristen Kit         | NZL Nova Zelândia Ella Greenslade Emma Dyke Lucy Spoors Kelsey Bevan Grace Prendergast Kerri Gowler Beth Ross Jackie Gowler Caleb Shepherd                               | CHN China Wang Zifeng Wang Yuwei Xu Fei Miao Tian Zhang Min Ju Rui Li Jingjing Guo Linlin Zhang Dechang                                                                            |
| Paris 2024 (detalhes)       | ROU Romênia Adriana Adam Roxana Anghel Amalia Bereș Ancuța Bodnar Maria-Magdalena Rusu Maria Lehaci Ioana Vrînceanu Simona Radiș Victoria-Ștefania Petreanu (T) | CAN Canadá Abigail Dent Caileigh Filmer Kasia Gruchalla-Wesierski Maya Meschkuleit Sydney Payne Jessica Sevick Kristina Walker Avalon Wasteneys Kristen Kit (T)          | GBR Grã-Bretanha Annie Campbell-Orde Holly Dunford Emily Ford Lauren Irwin Heidi Long Rowan McKellar Eve Stewart Harriet Taylor Henry Fieldman (T)                                 |

### Skiff duplo peso leve
| Evento                  | Ouro                                                   | Prata                                            | Bronze                                                 |
| ----------------------- | ------------------------------------------------------ | ------------------------------------------------ | ------------------------------------------------------ |
| Atlanta 1996 (detalhes) | ROU Romênia Constanţa Burcică Camelia Macoviciuc       | USA Estados Unidos Teresa Bell Lindsay Burns     | AUS Austrália Virginia Lee Rebecca Joyce               |
| Sydney 2000 (detalhes)  | ROU Romênia Constanţa Burcică Angela Alupei            | GER Alemanha Valerie Viehoff Claudia Blasberg    | USA Estados Unidos Christine Collins Sarah Garner      |
| Atenas 2004 (detalhes)  | ROU Romênia Constanţa Burcică Angela Alupei            | GER Alemanha Daniela Reimer Claudia Blasberg     | NED Países Baixos Kirsten van der Kolk Marit van Eupen |
| Pequim 2008 (detalhes)  | NED Países Baixos Kirsten van der Kolk Marit van Eupen | FIN Finlândia Minna Nieminen Sanna Sten          | CAN Canadá Tracy Cameron Melanie Kok                   |
| Londres 2012 (detalhes) | GBR Grã-Bretanha Katherine Copeland Sophie Hosking     | CHN China Xu Dongxiang Huang Wenyi               | GRE Grécia Christina Giazitzidou Alexandra Tsiavou     |
| Rio 2016 (detalhes)     | NED Países Baixos Ilse Paulis Maaike Head              | CAN Canadá Lindsay Jennerich Patricia Obee       | CHN China Huang Wenyi Pan Feihong                      |
| Tóquio 2020 (detalhes)  | ITA Itália Valentina Rodini Federica Cesarini          | FRA França Laura Tarantola Claire Bové           | NED Países Baixos Marieke Keijser Ilse Paulis          |
| Paris 2024 (detalhes)   | GBR Grã-Bretanha Emily Craig Imogen Grant              | ROU Romênia Gianina van Groningen Ionela Cozmiuc | GRE Grécia Dimitra Kontou Zoi Fitsiou                  |

## Eventos passados

### Quatro com
| Evento                      | Ouro                                                                                             | Prata                                                                                    | Bronze                                                                                                   |
| --------------------------- | ------------------------------------------------------------------------------------------------ | ---------------------------------------------------------------------------------------- | --- |
| Montreal 1976 (detalhes)    | GDR Alemanha Oriental Karin Metze Bianka Schwede Gabriele Lohs Andrea Kurth Sabine Heß           | BUL Bulgária Kapka Georgieva Ginka Gyurova Mariyka Modeva Lilyana Vaseva Reni Yordanova  | URS União Soviética Lyudmila Krokhina Lidiya Krylova Galina Mishenina Anna Pasokha Nadezhda Sevostyanova |
| Moscou 1980 (detalhes)      | GDR Alemanha Oriental Silvia Fröhlich Ramona Kapheim Angelika Noack Romy Saalfeld Kirsten Wenzel | BUL Bulgária Nadezhda Filipova Ginka Gurova Mariika Modeva Rita Todorova Iskra Velinova  | URS União Soviética Nina Cheremisina Maria Fadeeva Svetlana Semenova Galina Sovetnikova Marina Studneva  |
| Los Angeles 1984 (detalhes) | ROU Romênia Chira Apostol Olga Homeghi Viorica Ioja Florica Lavric Maria Tanasa-Fricioiu         | CAN Canadá Barbara Armbrust Marilyn Brain Angela Schneider Lesley Thompson Jane Tregunno | AUS Austrália Karen Brancourt Susan Chapman Margot Foster Robyn Grey-Gardner Susan Lee                   |
| Seul 1988 (detalhes)        | GDR Alemanha Oriental Gerlinde Doberschütz Carola Hornig Sylvia Rose Birte Siech Martina Walther | CHN China Hu Yadong Li Ronghua Yang Xiao Zhang Xianghua Zhou Shouying                    | ROU Romênia Herta Anitaș Doina Șnep-Bălan Veronica Necula Ecaterina Oancia Marioara Trașcă               |